# Кондратенко, Юрий Анатольевич
Юрий Анатольевич Кондратенко (укр. Юрій Анатолійович Кондратенко; род. 11 января 1966, Красный Луч) — государственный деятель самопровозглашённой Луганской Народной Республики. Глава администрации Красного Луча (с 2015 года; и. о. главы администрации Красного Луча со 2 декабря 2014 года).

## Биография
Родился 11 января 1966 года в городе Красном Луче Луганской области Украинской ССР Советского Союза.

### Образование
Получил высшее образование.

### Служба в армии
В 1984—1986 годах проходил службу в вооружённых силах СССР и КГБ. Стал младшим сержантом.

### Карьера
В 1983 году работал на Краснолучском автотранспортном предприятии № 12 772.
В 1986—1994 годах работал в Краснолучском шахтостроительном управлении №1.
В 1994—2000 годах работал на первомайском государственном предприятии «Химпром».
В 2000—2014 годах являлся частным предпринимателем и коммерческим директором.
В сентябре—октябре 2014 года являлся главой администрации города Петровское. Участник боевых действий с мая 2014 в составе Казачьей гвардии. 28 октября распоряжением казачьего атамана Краснолучского округа Юрия Косогора, назначен главой администрации города Красный Луч. 2 декабря 2014 года утверждён указом главы ЛНР в должности и. о. главы администрации Красного Луча.
В 2015—2017 годах являлся главой администрации Красного Луча. На эту должность был назначен указом главы ЛНР Игоря Плотницкого.